# Massimo Crippa
Massimo Crippa (Seregno, 17 de maio de 1965) é um ex-futebolista profissional italiano que atuava como meio-campo.

## Carreira
Massimo Crippa começou a carreira no Saronno. Ele disputou duas Olimpíadas ficando em 4º lugar em Seul 1988..

## Honours
Napoli
- Serie A: 1989–90
- Supercoppa Italiana: 1990
- UEFA Cup: 1988–89

Parma
- UEFA Cup: 1994–95
- UEFA Super Cup: 1993